# Ascotaiwania persoonii
Ascotaiwania persoonii är en svampart som beskrevs av Fallah, J.L. Crane & Shearer 1999. Ascotaiwania persoonii ingår i släktet Ascotaiwania, ordningen Sordariales, klassen Sordariomycetes, divisionen sporsäcksvampar och riket svampar.   Inga underarter finns listade i Catalogue of Life.